# Sebasmia
Sebasmia is een kevergeslacht uit de familie van de boktorren (Cerambycidae). De wetenschappelijke naam van het geslacht werd voor het eerst geldig gepubliceerd in 1859 door Pascoe.

## Soorten
Sebasmia omvat de volgende soorten:
- Sebasmia curticornis Holzschuh, 2005
- Sebasmia longissima Holzschuh, 2005
- Sebasmia nigra Gahan, 1906
- Sebasmia pexula Holzschuh, 2005
- Sebasmia speculifera Holzschuh, 2005
- Sebasmia templetoni Pascoe, 1859
- Sebasmia testacea Gahan, 1906
- Sebasmia vetusta Holzschuh, 2006